# كبرياء وتحامل (رواية)

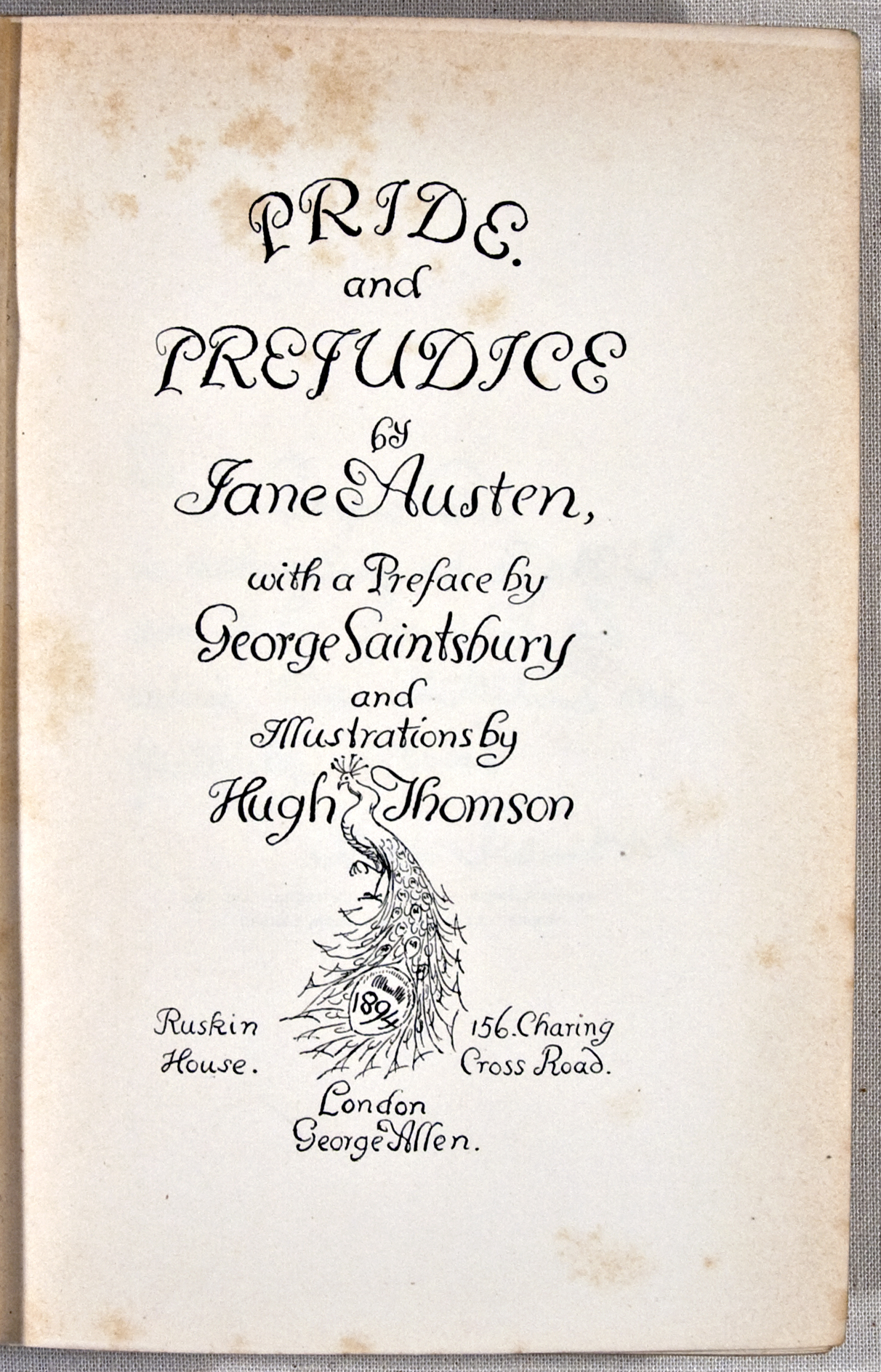
غلاف الرواية

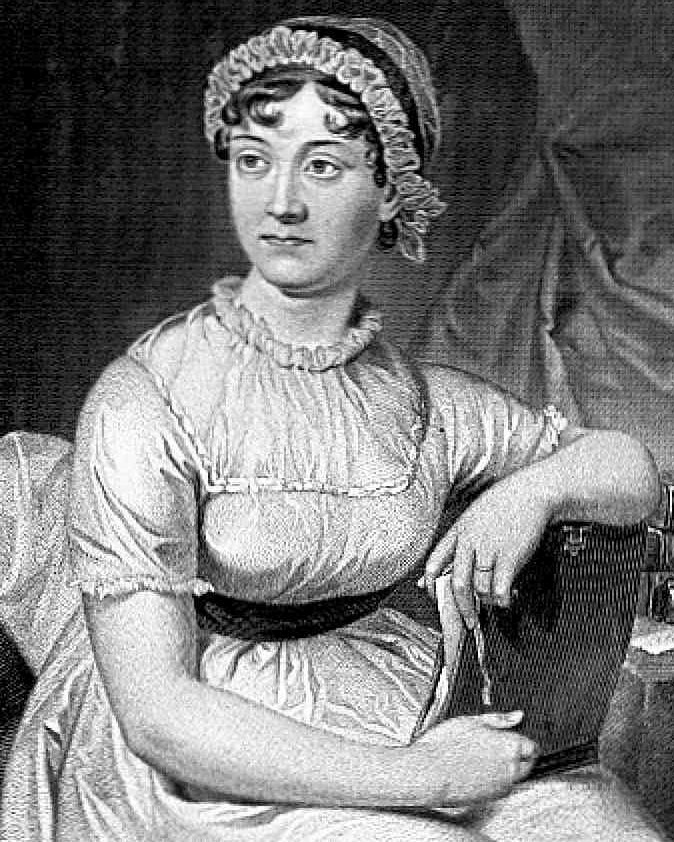
جين أوستن

الفخر والازدراء أو الكبرياء والتحامل (بالإنجليزية: Pride and Prejudice)‏ تم نشرها لأول مرة في 28 كانون الثاني / يناير 1813م، وهي الأكثر شهرة من روايات جين اوستن واحدة من أولى الروايات الكوميدية الرومانسية في تاريخ الرواية.
تحولت هذه الرواية سينمائيا وتلفزيونيا مرات عديدة جدا عبر أفلام سينمائية وأفلام تلفزيونية ومسلسلات قصيرة ومسرحيات أيضا ابتدت منذ ثلاثينات القرن الماضي وما زالت حتى آخر فيلم تم إنتاجه عام 2005 وهو الفيلم البريطاني الذي اخرجه جو وايت في تجربته السينمائية الأولى، ومن تمثيل الممثلة البريطانية كيرا نايتلي التي رشحت عن قيامها بدور شخصية اليزابيث بينيت لاوسكار أفضل ممثلة والممثل الكبير دونالد ساوثرلاند بدور الاب. والفيلم حقق بجانب الإعجاب النقدي والجماهيري أربعة ترشيحات أوسكار وستة في البافتا البريطانية وغيرها من المهرجانات والجوائز السينمائية، وربما يكون هو أفضل الأفلام التي قدمت هذه الرواية بجانب الفيلم الأمريكي الذي أنتج عام 1940م من إخراج روبيرت زد ليونارد مخرج فلمThe Great Ziegfeld والمرشح لأوسكارين في الإخراج في الثلاثينات، وهو من تمثيل غرير غارسون نجمة الاربعينات والممثل النجم لورانس اوليفييه
في عام 1813م، نشرت رواية «كبرياء وتحامل» للكاتبة جاين أوستن لأول مرة. تعتمد الرواية على تتبع البطلة إيلزابيث بينيت. كما تناقش الرواية قضايا الأخلاقيات، والتنشئة، والفضيلة، والتعليم، والزواج في مجتمع طبقة ملاك الأراضى في أوائل القرن ال19 في إنجلترا. تعد إيلزابيث الابنة الثانية من بين خمسة بنات لرجل يقطن في مدينة الماريتون الخيالية في هرتفوردشير الواقعة بالقرب من لندن. على الرغم من أن أحداث الرواية تدور في أعقاب القرن ال19، فهى لا تزال تبهر القرًاء المعاصرين. ولا تزال تقترب من القمة في قوائم «أكثر الكتب المحببة» مثل «القراءة الكبرى». كما أصبحت واحدة من أكثر الروايات شهرةً في تاريخ الأدب الإنجليزى. كما تحظى باهتمام بالغ من الأدباء. كما أدى هذا الاهتمام المعاصر بهذا الكتاب إلى ظهور عدد من الأعمال المشابهة والعديد من القصص، والروايات التي تحاكى أفكار، وشخصيات جاين أوستن التي لا تُنسى. على مر التاريخ، تم بيع بضعة ملايين من هذا الكتاب.
اّنا كويندلين تقول: "رواية كبرياء وتحامل" تحمل العنصر الذي تحمله بقية القصص العظيمة الأخرى وهي البحث عن الذات. كما أنها أول رواية تعلًمنا أن هذا البحث يبدأ في غرفة التسلية بحوار صغير مثل السعى وراء الموبى ديك أو العقوبة العامة للزنى".

## ملخص الأحداث
ترتكز أحداث الرواية حول إيلزابيث بينيت_الإبنة الثانية من بين خمسة بنات لرجل ريفى. كما أن السيد بينيت عاشقاً للكتب. ففى بعض الأحيان يتجاهل المسؤليات التي تقع على عاتقه. أما عن السيدة بينيت فهى إمرأة تفتقر التصرف الاجتماعي اللائق. بالإضافة إلى أن إيجاد زوج مناسب لبناتها الخمسة هو محور اهتمامها. جاين بينيت وهي الابنة الكبرى وتتميز بعطفها في تعاملها مع الأخرين، بينما إيلزبيث بينيت تشترك مع أبيها في سعيه للحكمة. كما تتمتع أحياناً بنظرة ساخرة. أما مارى فهى فتاة مولعة بالدراسة ومخلصة. تسعى لأن تكون عازفة موسيقى. على النقيض، تأتى كيتى_ الابنة الرابعة_ وهي تتبع أختها الصغرى ليديا_فتاة مغازلة وتصرفاتها غير محكمة_ في كل شئ.
تفتتح الراوية أحداث روايتها بوفود أخبار لعائلة السيد بينيت أن السيد بينجلى_شاب صاحب شخصية جذابة، وثرى، وأعزب اجتماعيا_ انتقل إلى منطقة نيذرفيلد في نفس مقاطعة السيد بينيت. حظى السيد بينجلى بقبول من الأخرين في حين كان الانطباع الأول لصديقه السيد دارسى أقل قبولاً منه. فقد ظهر السيد دارسى على أنه مغرور، ومتعالى في حفلة الرقص التي حضرها الجميع. كما أن السيد دارسى لا يحب الرقص كثيراً ولا يفضل الأحاديث التافهة.
اختص السيد بينجلى جاين بالاهتمام وسرعان ما بدى واضحًا أن كلاهما يحمل مشاعر تجاه الاّخر، على الرغم من أن جاين لم تصرح بمشاعرها للسيد بينجلى. لكنها عبرت عن سعادتها البالغة أمام ليزى أختها. على النقيض، فإن السيد دارسى يزدرى إيلزابيث حيث سمعته صدفةً وسخرت من حديثه على الرغم من شعورها بغضب تجاه ذلك الأمر. علاوة على ذلك، مرضت جاين بسبب نزول مطر غزير عندما كانت في زيارة لكارولين أخت السيد بينجلى وأصيبت بالزكام. كما اضطرت إلى البقاء في نيذرفيلد لعدة أيام. وصلت إيلزابيث إلى هناك لرعاية أختها واضطرت إلى أن تكون معظم الوقت في صحبة السيد دارسى الذي بدأ يعاملها بطريقة أفضل من السابقة بعض الشئ. من ناحية أخرى، زار السيد كولينز_رجل دين ووريث لأراضى السيد بينيت_ عائلة بينيت. إستهزئ كلاً من السيد بينيت وإيلزابيث من خنوع، وتوقيرالسيد كولينز للسيدة النبيلة كاثرين دى بروج صاحبة العمل. كما سخروا من شخصيته المغرورة، والسطحية. سرعان ما بدى جلياً أن السيد كولينز جاء إلى لونجبورن لاختيار زوجة له من بين بنات السيد بينيت. وكانت إيلزابيث هي المختارة لذلك.
في الوقت ذاته، تعرفت إيلزابيث على السيد ويكهام وهو ضابط عسكرى. إدعى ويكهام أن السيد دارسى يعامله معاملة سيئة للغاية على الرغم من أنه كان تحت وصاية والد السيد دارسى. ساعدت هذه القصة مع انجذاب إيلزابيث للسيد ويكهام في زيادة كراهيتها للسيد دارسى. بدأ السيد دارسى_في حفلة أقامها السيد بينجلى في نيذرفيلد إدراك أن السيد بينجلى وجاين سيتزوجان. كما لاحظ أن عائلة بينيت_بإستثناء جاين وإيلزابيث_تتصرف بطريقة تفتقر اللياقة، والأخلاق الاجتماعية. في الصباح التالى، عرض السيد كولينز على إيلزابيث الزواج، ولكنها رفضته مما أثار غضب والدتها. عاد السيد كولينز إلى صوابه وسرعان ما قام بخطبة تشارلوت لوكس صديقة إيلزابيث المقربة. والجدير بالذكر أن تشارلوت سيدة منزل ولديها إمكانيات قليلة. رحل السيد بينجلى فجأة من نيذرفيلد وعاد إلى لندن وهو الأمر الذي دمر جاين. كما أن إيلزابيث تيقنت أن السيد دارسى وكارولين بينجلى قد اتحدا ليفرقوا بين الحبيبين. في فصل الربيع، قامت إيلزابيث بزيارة تشارلوت صديقتها والسيد كولينز في كينيت. ومن ثم دعتهم السيدة كاثرين دى بروج_ عمة أو خالة السيد دارسى_ إلى روسينجس بارك. تزامن هذا مع وصول السيد دارسى صدفةً مع زيارتهم. قابلت إيلزابيث العقيد فيتزويليام_ابن عم أو ابن خال السيد دارسى_ والذي برهن على ولاء السيد دارسى. استعان بمثال لتأكيد ذلك وهو أن السيد دارسى ورط نفسه لمساعدة صديقه الذي انجذب إلى فتاة كان«هناك العديد من الاعتراضات القوية ضدها». إندهشت إيلزابيث وتيقنت أن هذا الصديق الذي تحدثا عنه ما هو إلا السيد بينجلى مما أزاد من كرهها للسيد دارسى. من ثم، وضع إيلزابيث الحالى يجعلها ترفض دارسى عندما وصل إلى هناك وخرج فجأة معترفاً بحبه لها ومتوسلاً إليها بطلب يدها إلى الزواج. قامت إيلزابيث بتوبيخه وانتهى الأمر بينهم بنقاش حار. فقد إتهمته إيلزابيث بتدمير سعادة شقيقتها، وبمعاملة السيد ويكهام بنكران للجميل. بالإضافة إلى، التعامل معها بغرور وبطريقة تشبه سلوك غير النبلاء.

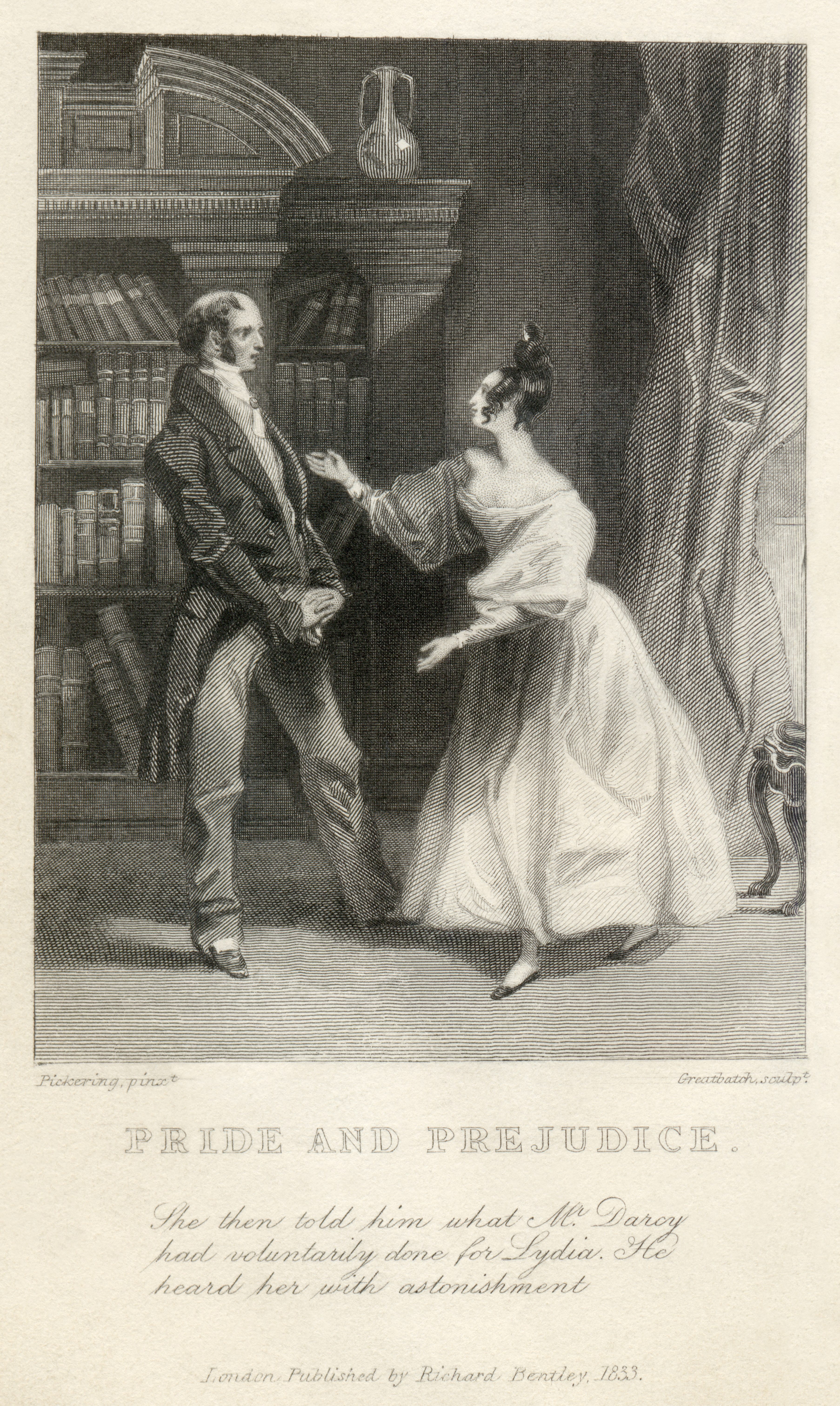
إيلزابيث تخبر والدها بفضل السيد دارسى في الجمع بين ليديا والسيد ويكهام. هذه واحدة من إحدى الطبعتين اللتين شرحا رواية كبرياء وتحامل. نموذج الملابس يعكس روح العصر. الوقت يشير إلى 1830 وهذا لا يعنى أن هذا هو وقت كتابة الرواية.

صدم هذا الحديث السيد دارسى. في النهاية أجاب على الإتهامات بجواب مبرراً فيه تصرفاته أو معظمها. فالسيد ويكهام استبدل ميراثه بأموال نقدية. عاد بعد ضياع أمواله في لعب القمار لمحاولة الحصول على ميراثه الذي فقده. حاول بعدها الهروب مع جيورجانا_شقيقة السيد دارسى الصغرى_ حتى يستطيع الحصول على ثروتها. أما بخصوص جاين، أشار دارسى أنه لم يلاحظ أي اهتمام متبادل من جاين لبينجلى. وافترض أنها لا تحبه. علاوة على ذلك، أشار إلى رغبة السيدة بينيت وبناتها الثلاثة في الثروة. لطالما كانت إيلزابيث تتضجر من هذه التصرفات لذلك اعترضت بحقيقة ملاحظات السيد دارسى. بدأت في التفكير إذا كانت قد أساءت الحكم عليه أم لا. بعد مرور عدة أشهر، زارت إيلزابيث عمتها أو خالتها السيدة جاردينر في بيمبرلى_أرض السيد دارسى_لأنهم اعتقدوا انه غائب عن المكان هذا اليوم. عاد دارسى فجأة وعلى الرغم من اندهاشه من وجودهم، تعامل بكرم ورحب بهم. عامل دارسى عائلة جارينر بتحضر شديد. كما قدّم دارسى إيلزابيث لأخته. بدأت إيلزابيث تدرك انجذابها نحو دارسى. انقطع هذا التعارف الجديد بينهم عندما وفدت أخبار بأن ليديا هربت مع السيد ويكهام. من ثم عادت إيلزابيث مستاءة من أن تعارفها الجديد بدارسى سينتهى نتيجة للعار الذي جلبته أختها لعائلتها. سرعان ما تم كشف مكان ليديا وويكهام وقام إحدى رجال الدين بتزويجهم. ثم زاروا لونجبرن حيث كشفت ليديا عن سر حضور السيد دارسى إلى حفل الزفاف وأن هذا من المفترض أنه سراً.عرفت إيلزابيث بعدها من السيدة جاردينرأن السيد دارسى بالفعل كان هو المسؤول عن إيجاد ليديا، وويكهام وإتمام زواجهما بشكل ودى ودفع نفقة مادية. إندهشت إيلزابيث من هذا الأمر، ولكنها لم تستطع الاستمرار في هذا لأن السيد بينجلى عاد وطلب الزواج من جاين وسرعان ما وافقت على ذلك. رحلت السيدة كاثرين دى بروغ فجأة إلى لونجبرن كى تضع حداً للشائعة التي انتشرت ولتحذر إيلزابيث من زواجها بالسيد دارسى لأنها كانت تنتوى أن تزوجه إلى إبنتها. رفضت إيلزابيث مطالبها ومن ثم غادرت السيدة وهي غاضبة وأسرعت إلى السيد دارسى كى تخبره بسلوك إيلزابيث السئ. ومع ذلك، هذا جعل دارسى يتمنى أن تكون إيلزابيث غيرت رأيها فيه. ومن ثم، سافر إلى لونجبرن وطلب يدها للزواج مرة أخرى ووافقت إيلزابيث هذه المرة.

## الشخصيات الأساسية
|  |  |  |  |                          |                          |                          |                          |                          |                          |         |         | Mr Hurst                 |                      |                      |                      |                      |                      |             |             |             |             |  |  |
|  |  |  |  |                          |                          |                          |                          |                          |                          |         |         |                          |                      |                      |                      |                      |                      |             |             |             |             |  |  |
|  |  |  |  |                          |                          |                          |                          |                          |                          |         |         | Mrs Louisa Hurst         |                      |                      |                      |                      |                      |             |             |             |             |  |  |
|  |  |  |  |                          |                          |                          |                          |                          |                          |         |         |                          |                      |                      |                      |                      |                      |             |             |             |             |  |  |
|  |  |  |  | Mr Philips               |                          |                          |                          |                          |                          |         |         |                          |                      |                      |                      |                      |                      |             |             |             |             |  |  |
|  |  |  |  |                          |                          |                          |                          |                          |                          |         |         | Caroline Bingley         |                      |                      |                      |                      |                      |             |             |             |             |  |  |
|  |  |  |  |                          |                          |                          |                          |                          |                          |         |         |                          |                      |                      |                      |                      |                      |             |             |             |             |  |  |
|  |  |  |  | Mrs Philips              |                          |                          |                          |                          |                          |         |         |                          |                      |                      |                      |                      |                      |             |             |             |             |  |  |
|  |  |  |  |                          |                          |                          |                          |                          |                          |         |         |                          |                      |                      |                      |                      |                      |             |             |             |             |  |  |
|  |  |  |  |                          |                          |                          |                          |                          |                          |         |         | Mr Charles Bingley       |                      |                      |                      |                      |                      |             |             |             |             |  |  |
|  |  |  |  |                          |                          |                          |                          |                          |                          |         |         |                          |                      |                      |                      |                      |                      |             |             |             |             |  |  |
|  |  |  |  | Mrs Gardiner             |                          |                          |                          |                          |                          |         |         |                          |                      |                      |                      |                      |                      |             |             |             |             |  |  |
|  |  |  |  |                          |                          |                          |                          |                          |                          |         |         | Jane Bennet              |                      |                      |                      |                      |                      |             |             |             |             |  |  |
|  |  |  |  |                          |                          |                          |                          |                          |                          |         |         |                          |                      |                      |                      |                      |                      |             |             |             |             |  |  |
|  |  |  |  | Mr Edward Gardiner       |                          |                          |                          |                          |                          |         |         |                          |                      |                      |                      |                      |                      |             |             |             |             |  |  |
|  |  |  |  |                          |                          |                          |                          |                          |                          |         |         |                          |                      |                      |                      |                      |                      |             |             |             |             |  |  |
|  |  |  |  |                          |                          |                          |                          |                          |                          |         |         | Elizabeth Bennet         |                      |                      |                      |                      |                      |             |             |             |             |  |  |
|  |  |  |  |                          |                          |                          |                          |                          |                          |         |         |                          |                      |                      |                      |                      |                      |             |             |             |             |  |  |
|  |  |  |  | Mrs Bennet               |                          |                          |                          |                          |                          |         |         |                          |                      |                      |                      |                      |                      |             |             |             |             |  |  |
|  |  |  |  |                          |                          |                          |                          |                          |                          |         |         |                          |                      |                      |                      |                      |                      |             |             |             |             |  |  |
|  |  |  |  |                          |                          | {{{}}}}                  | {{{}}}}                  | {{{}}}}                  | {{{}}}}                  | {{{}}}} | {{{}}}} |                          |                      |                      |                      | Mary Bennet          | Mary Bennet          | Mary Bennet | Mary Bennet | Mary Bennet | Mary Bennet |  |  |
|  |  |  |  |                          |                          | {{{}}}}                  | {{{}}}}                  | {{{}}}}                  | {{{}}}}                  | {{{}}}} | {{{}}}} |                          |                      |                      |                      | Mary Bennet          | Mary Bennet          | Mary Bennet | Mary Bennet | Mary Bennet | Mary Bennet |  |  |
|  |  |  |  | Mr Bennet                |                          |                          |                          |                          |                          |         |         |                          |                      |                      |                      |                      |                      |             |             |             |             |  |  |
|  |  |  |  |                          |                          |                          |                          |                          |                          |         |         |                          |                      |                      |                      |                      |                      |             |             |             |             |  |  |
|  |  |  |  |                          |                          |                          |                          |                          |                          |         |         | Catherine "Kitty" Bennet |                      |                      |                      |                      |                      |             |             |             |             |  |  |
|  |  |  |  |                          |                          |                          |                          |                          |                          |         |         |                          |                      |                      |                      |                      |                      |             |             |             |             |  |  |
|  |  |  |  | Mr William Collins       |                          |                          |                          |                          |                          |         |         |                          |                      |                      |                      |                      |                      |             |             |             |             |  |  |
|  |  |  |  |                          |                          |                          |                          |                          |                          |         |         |                          |                      |                      |                      |                      |                      |             |             |             |             |  |  |
|  |  |  |  |                          |                          |                          |                          |                          |                          |         |         | Lydia Bennet             |                      |                      |                      |                      |                      |             |             |             |             |  |  |
|  |  |  |  |                          |                          |                          |                          |                          |                          |         |         |                          |                      |                      |                      |                      |                      |             |             |             |             |  |  |
|  |  |  |  | Charlotte Lucas          |                          |                          |                          |                          |                          |         |         |                          |                      |                      |                      |                      |                      |             |             |             |             |  |  |
|  |  |  |  |                          |                          |                          |                          |                          |                          |         |         | Mr George Wickham        |                      |                      |                      |                      |                      |             |             |             |             |  |  |
|  |  |  |  |                          |                          |                          |                          |                          |                          |         |         |                          |                      |                      |                      |                      |                      |             |             |             |             |  |  |
|  |  |  |  |                          |                          |                          |                          |                          |                          |         |         |                          |                      |                      |                      |                      |                      |             |             |             |             |  |  |
|  |  |  |  |                          |                          |                          |                          |                          |                          |         |         |                          |                      |                      |                      |                      |                      |             |             |             |             |  |  |
|  |  |  |  | (Old) Mr Darcy           | (Old) Mr Darcy           | (Old) Mr Darcy           | (Old) Mr Darcy           | (Old) Mr Darcy           | (Old) Mr Darcy           |         |         | Mr Fitzwilliam Darcy     | Mr Fitzwilliam Darcy | Mr Fitzwilliam Darcy | Mr Fitzwilliam Darcy | Mr Fitzwilliam Darcy | Mr Fitzwilliam Darcy |             |             |             |             |  |  |
|  |  |  |  | (Old) Mr Darcy           | (Old) Mr Darcy           | (Old) Mr Darcy           | (Old) Mr Darcy           | (Old) Mr Darcy           | (Old) Mr Darcy           |         |         | Mr Fitzwilliam Darcy     | Mr Fitzwilliam Darcy | Mr Fitzwilliam Darcy | Mr Fitzwilliam Darcy | Mr Fitzwilliam Darcy | Mr Fitzwilliam Darcy |             |             |             |             |  |  |
|  |  |  |  |                          |                          | {{{}}}}                  |                          |                          |                          |         |         |                          |                      |                      |                      |                      |                      |             |             |             |             |  |  |
|  |  |  |  |                          |                          |                          |                          |                          |                          |         |         |                          |                      |                      |                      |                      |                      |             |             |             |             |  |  |
|  |  |  |  | Lady Anne Darcy          | Lady Anne Darcy          | Lady Anne Darcy          | Lady Anne Darcy          | Lady Anne Darcy          | Lady Anne Darcy          |         |         | Georgiana Darcy          | Georgiana Darcy      | Georgiana Darcy      | Georgiana Darcy      | Georgiana Darcy      | Georgiana Darcy      |             |             |             |             |  |  |
|  |  |  |  | Lady Anne Darcy          | Lady Anne Darcy          | Lady Anne Darcy          | Lady Anne Darcy          | Lady Anne Darcy          | Lady Anne Darcy          |         |         | Georgiana Darcy          | Georgiana Darcy      | Georgiana Darcy      | Georgiana Darcy      | Georgiana Darcy      | Georgiana Darcy      |             |             |             |             |  |  |
|  |  |  |  |                          |                          |                          |                          |                          |                          |         |         |                          |                      |                      |                      |                      |                      |             |             |             |             |  |  |
|  |  |  |  | Lady Catherine de Bourgh | Lady Catherine de Bourgh | Lady Catherine de Bourgh | Lady Catherine de Bourgh | Lady Catherine de Bourgh | Lady Catherine de Bourgh |         |         | Anne de Bourgh           | Anne de Bourgh       | Anne de Bourgh       | Anne de Bourgh       | Anne de Bourgh       | Anne de Bourgh       |             |             |             |             |  |  |
|  |  |  |  | Lady Catherine de Bourgh | Lady Catherine de Bourgh | Lady Catherine de Bourgh | Lady Catherine de Bourgh | Lady Catherine de Bourgh | Lady Catherine de Bourgh |         |         | Anne de Bourgh           | Anne de Bourgh       | Anne de Bourgh       | Anne de Bourgh       | Anne de Bourgh       | Anne de Bourgh       |             |             |             |             |  |  |
|  |  |  |  |                          |                          |                          |                          |                          |                          |         |         |                          |                      |                      |                      |                      |                      |             |             |             |             |  |  |
|  |  |  |  | Earl of —                | Earl of —                | Earl of —                | Earl of —                | Earl of —                | Earl of —                |         |         | Colonel Fitzwilliam      | Colonel Fitzwilliam  | Colonel Fitzwilliam  | Colonel Fitzwilliam  | Colonel Fitzwilliam  | Colonel Fitzwilliam  |             |             |             |             |  |  |
|  |  |  |  | Earl of —                | Earl of —                | Earl of —                | Earl of —                | Earl of —                | Earl of —                |         |         | Colonel Fitzwilliam      | Colonel Fitzwilliam  | Colonel Fitzwilliam  | Colonel Fitzwilliam  | Colonel Fitzwilliam  | Colonel Fitzwilliam  |             |             |             |             |  |  |
|  |  |  |  |                          |                          |                          |                          |                          |                          |         |         |                          |                      |                      |                      |                      |                      |             |             |             |             |  |  |

### إيلزابيث بينيت
إيلزابيث بينيت هي بطلة الرواية. فالقارئ يرى تسلسل الأحداث والشخصيات إلى حد كبير من وجهة نظرها. تعد إيلزابيث الابنة الثانية للسيد بينيت. إيلزابيث فتاة في العشرين من عمرها وتتميز بالذكاء، والحيوية، والجاذبية، وحس الفكاهة. لكنها في الوقت نفسه تميل إلى الحكم على الناس من خلال الانطباع الأول- فهى تمثل كلمة انحياز في عنوان الرواية- وربما تقيم أحكامها على أساس انحيازها. تتمتع إيلزابيث منذ بداية الأحداث علاقة قوية مع أبيها، وأختها جاين، وعمتها أو خالتها السيدة جاردينر، وصديقتها المقربة تشارلوت لوكس.بتطور أحداث الرواية، ستمتلك إيلزابيث علاقة قوية بالسيد دارسى أيضاً. بدت ملامح العلاقة بين إيلزابيث ودارسى تكتمل عندما تتغلب دارسى على كبرياءه. كما تغلبت إيلزابيث على انحيازها. مما أدى بكلاً منهما إلى الوقوع في الحب. كانت إيلزابيث الابنة الثالثة التي تتزوج من عائلة بينيت.

### السيد دارسى
السيد فيتزويليام دارسى بطل الرواية. هو شاب أعزب في الثمانية والعشرين من عمره والمالك الثرى لأرض عائلة مشهورة في بيمبرلى في داربيشير. يزعم البعض أن عائده السنوى يبلغ عشرة اّلاف جنيه في العام. مما يعادل ذلك في عام 2013 ثمانِ مئة ألف دولار في العام.لم يستطع هذا الإحصاء توضيح حجم ثروة دارسى‘ لكن هذا الدخل السنوى من شأنه أن يضعه بين أثرى 400 عائلة في البلد. كما أن دارسى طويل القامة، ووسيم، وذكى، لكنه غير اجتماعي. فقد ترجم العديد تحفظه اللائق، واستقامته على أنها غرور. كان دارسى يأخذ انطباع سئ عن الاخرين مثلما فعل مع ملاك أراضى الماريتون، ولكن من يقدره فقط هو من يعرفه جيداً. مع تطور أحداث الرواية، سيضطر كلاً من دارسى، وإيلزابيث إلى أن يكونا في صحبة بعضهما طويلاً. مما أدى بكلاً منهما إلى رؤية الاّخر من وجهة نظر مختلفة. في نهاية العمل الدرامى، تغلب كلاهما على العقبات التي واجهتهما من حيث حكمهم على الاّخر. ومن ثم وقعوا في حب بعضهما.أيضا تغيرت نظرته لأنه كان لا ينظر للطبقات التي دونه

### السيد بينيت
يمثل السيد بينيت العنصر الذكورى الوحيد في عائلة بينيت. يعد السيد بينيت أب لخمس بنات غير متزوجين، ولديه دخل متواضع. كما يمتلك السيد بينيت نظرة ساخرة، وحس للدعابة الذي يزعج بها زوجته أحياناً. على الرغم من أنه يحب بناته_بالأخص إيلزابيث_فعادة ما يفشل في كونه أباً لهم. حيث أنه يفضل الانسحاب من مشاكل زواج بناته التي لا تنتهى بدلاً من تقديم المساعدة لهم. على الرغم من أنه يمتلك عقارات موروثة، مما يعنى أن ثروته ستنتقل إلى الورثة الذكور فقط وسيضطر بناته للأعتماد على أنفسهم بعد وفاته.

### السيدة بينيت
تعد السيدة بينيت أكثر اجتماعية من السيد بينيت زوجها. فهى والدة إيليزابيث وأخواتها. كما تمتاز السيدة بينيت بأنها طائشة، وسريعة الاستثارة، وضيقة العقل. فدائماً ما تتخيل أنها عرضة للإصابة بالرعشة وخفقان القلب سريعاً. يسبب سلوكها العام وتسلقها الاجتماعي الإحراج لكلاً من إيلزابيث وجاين. تعد ليديا الابنة المفضلة للسيدة بينيت. فهى تذكرها بنفسها وهي شابة" على الرغم من أنها تقدر جمال إبنتها الكبرى جاين. كما أن زواج بناتها لرجال أثرياء أصحاب ثروات هو هدفها الأساسى.

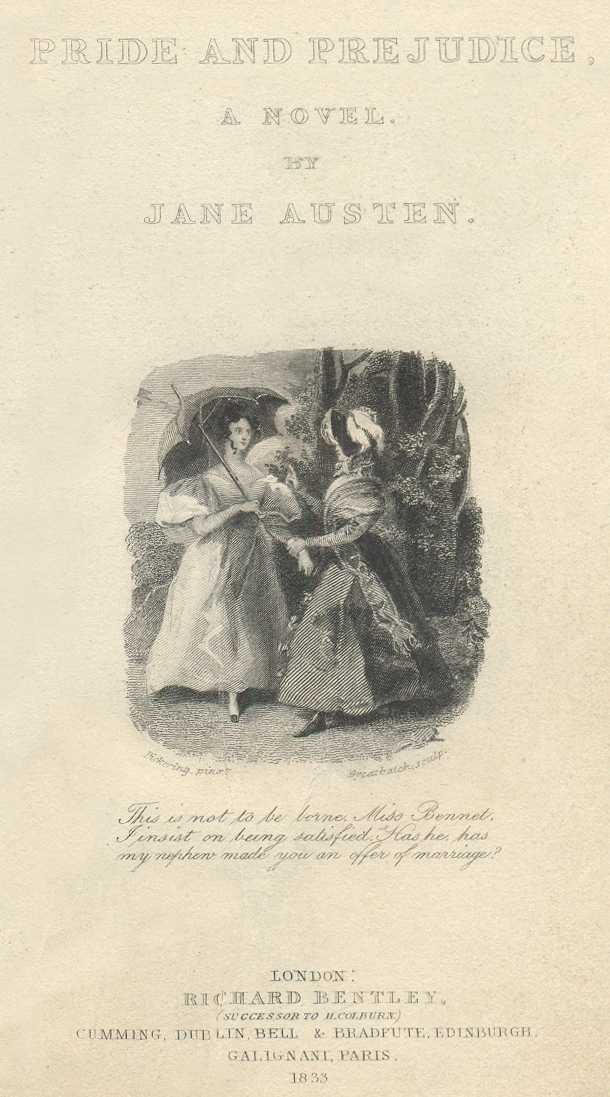
السيدة كاثرين تواجه إيليزابيث بحديثها عن السيد دارسى.

### جاين بينيت
جاين بينيت هي الابنة الكبرى في الثانية والعشرين من عمرها. تعد جاين منذ بداية أحداث الرواية أجمل فتاة في المقاطعة. كما تتناقض شخصيتها مع إيلزابيث. فهى أكثر مرحاً، وخجلاً. تساوي جاين إيلزابيث في عقليتها، ولكنها ليست بمهارة إيلزابيث. فمن أكثر الصفات التي يتم ملاحظتها في شخصيتها هي رغبتها في أن ترى الجانب الخير فقط في الأشخاص من حولها. تقول اّن كويندلين: أن جاين بمثابة " السكر في عصير الليمون والذي يمثل إيلزابيث". جاين هي الأقرب لإيلزابيث، إلا أنها غالباً ما تتناقض معها. تفضل السيدة بينيت أختها عن البقية بسبب جمالها الفائق. مع مرور الأحداث، ستقع جاين في حب السيد بينجلى_ الشاب الثرى الذي انتقل إلى هيرتفوردشير مؤخراً. من خلال أحداث الرواية، ستتلقى جاين الأذى من السيد دارسى_ صديق السيد بينجلى المقرب_ لأن السيد دارسى رأى عدم المساواة في حبهما. فلم يرد أن يرى صديقه يتألم من حبه لجاين. لكن الفضل يعود إلى إيلزابيث في ذلك. حيث أدرك السيد دارسى أن ما فعله كان خطئاً في الحكم على جاين على أنها مخطئة. ومن ثم أعاد بينجلى إليها ليتزوجها. جاين هي الابنة الثانية التي تتزوج من عائلة بينجلى.

### مارى بينيت
تعد مارى بينيت الأخت الوحيدة البسيطة. فهى لا تحب أن تشارك عائلتها في أنشطتها. تقوم بالقراءة معظم الأوقات على الرغم من عدم صبرها على التباهى بهذا الأمر. كما تسعى مارى للوصول للمعرفة وتحقيق الإنجازات_إنجازات تحققها النساء في ذلك العصر للوصول للمثالية، ولكنها لا تمتلك العبقرية أو الذوق في هذا. كما توصف شخصيتها بالسخافة مثل أخواتها كيتى وليديا لأنها ترى نفسها فتاة حكيمة. تظهر مارى في الرواية مرات قليلة.
(و هذا الكلام صحيح)

### كاثرين بينيت
كاثرين أو كيتى بينيت الابنة الرابعة، في السابعة عشر من عمرها. على الرغم من أنها أكبر من ليديا في السن، فهى مثل ظلها تحاول تتبع ليديا في الوصول إلى كتيبة الضباط. تظهر قليلاً في أحداث الرواية، على الرغم من ظهورها بمظهر الحقودة لأختها ليديا بالإضافة إلى ظهورها كإمرأة سخيفة.

### ليديا بينيت
تعد ليديا الابنة الصغرى في عائة بينيت. كانت في الخامسة عشر من عمرها عند بداية الرواية. تتسم ليديا بكونها طائشة، وعنيدة. كما يعد هدفها الأساسى في الحياة محاولة جذب الجنس الأخر وبالأخص مغازلة ضباط العسكرية. في النهاية، أدى سلوكها هذا إلى الهروب مع جورج ويكهام. تتحكم ليديا في أختها الكبرى. كما أن أمها دائماً تؤيدها بين أفراد العائلة. لم تكترث ليديا للمعايير الاجتماعية، ولم تبد حتى الندم بأنها كانت السبب في جلب العار لعائلتها. تعد ليديا الابنة الأولى التي تتزوج من عائلة بينيت.

### تشارلز بينجلى
السيد بينجلى هو شاب وسيم، وجيد الطباع، وثرى في الثالثة والعشرين من عمره. استأجر منتزه نيذرفيلد الواقعة بالقرب من لونجبرن. كما يناقض السيد بينجلى صديقه السيد دارسى; حيث أنه أكثر عطفاً وجاذبية. علاوة على أنه يتمتع بسلوك مقبول على المستوى العام، إلا إنه لا يمتلك المهارة بالدرجة الكافية. يفتقر السيد بينجلى إلى الإصرار كما أنه يتأثر بسهولة بحديث الاّخرين.

### كارولين بينجلى
كارولين بينجلى هي الأخت المغرورة لتشارلز بينجلى. كما أن دخلها يبلغ عشرين ألف جنية. لدى السيدة بينجلى مشاعر عاطفية نحو السيد دارسى. كما أنها تشعر بالغيرة من انجذابه نحو إيلزابيث. علاوة على ذلك، تتعامل مع إيلزابيث بسخرية، ووقاحة. كما تحاول صرف السيد دارسى عن إعجابه بإيلزابيث عن طريق الاستهزاء بعائلة بينيت عند وجود السيد دارسى. وذلك لأنها أدركت أن هذا هو المدخل الوحيد لإظهار عيوب إيلزابيث. كما أنها تحاول أيضاً إظهار تفوقها على إيلزابيث عن طريق التصرف بشكل لائق، ومجاملة السيد دارسى دائماً بطريقة واضحة. غالباً ما تجامل جيورجيانا_أخته الصغرى_ واضعة احتمال قبوله هذا الفعل منها. لم تقبل السيدة بينجلى تقدير أخيها السيد بينجلى لجاين بينيت، وسيبدو جلياً فيما بعد أنها بالاشتراك مع السيد دارسى حاولت الفصل بين الحبيبين. أرسلت إلى جاين عدة خطابات توضح فيه حب السيد بينجلى المتزايد نحو جيورجيانا دارسى وذلك لإقناع جاين أن بينجلى لا يبالى بها. عندما وصلت جاين إلى لندن لم تعيرها السيدة بينجلى أي انتباه لفترة تصل إلى أربعة أسابيع، على الرغم من دعوات جاين المتعددة لها. وفي النهاية أجابت دعوى جاين لها، ولكنها كانت تتعامل بوقاحة، وبرود. حتى أنها لم تعتذر على تعثرها في عدم الرد على خطابات جاين. اضطرت جاين في نهاية المطاف أن تعترف بأنها خدعت عندما اعتقدت أن السيدة بينجلى صديقة وفية لها وأرسلت إلى إيلزابيث خطاباً تخبرها بذلك. جدير بالذكر أن جاين دائماً تعتقد أن الناس من حولها تخلو من الأخطاء.

### جورج ويكهام
كان جورج ويكهام يعرف السيد دارسى منذ أيام الطفولة حيث كان تحت وصاية والد السيد دارسى. كان ويكهام ضابط في العسكرية. كما كان جذاباً جداً وسرعان ما انجذب إلى إيلزابيث بينيت. استمر ويكهام في نشر الشائعات بشأن الأخطاء التي فعلها السيد دارسى في حق ويكهام، معتمداً على الانحياز المجتمعى المحلى، ولكن في النهاية بدى واضحاً أن ويكهام كان هو المخطئ. هرب ويكهام مع ليديا وتزوجها.

### ويليام كولينز
هو شاب نبيل في الخامسة والعشرين من عمره. يعد السيد كولينز ابن عم أو ابن خال السيد بينيت، كما أنه وريث لأملاك السيد بينيت. ينقصه طريقة التفكير السليمة. رحب والد إيلزابيث برفضها للزواج من السيد كولينز، بغض النظر عن المنفعة التي ستعود على عائلته في حالة زواجهما. سيتزوج السيد كولينز تشارلوت لوكس_ صديقة إيلزابيث.

### كاثرين دى بروغ
تعانى السيدة كاثرين دى بروغ_ الثرية، وصاحبة المكانة الاجتماعية الرفيعة_ من الغرور، والتفاخر، والاستبداد، والتعالى، إلا أن البعض يرى أن سلوكها مناسب وجدير بالإعجاب. فالسيد كولينز على سبيل المثال يروق له الصفات التي تتحلى بها السيدة كاثرين ويوافقها في اّرائها ورغباتها. تأتى إيلزابيث على النقيض، فهى تحترم أرائها ولكن بطريقة غير مبالغ فيها. كما تسبب سلوك السيدة كاثرين السئ في إهانة السيد دارسى_ ابن أختها أو ابن أخيها_ وبالأخص بسبب معاملتها مع إيلزابيث. فيما بعد سيقوم السيد دارسى بالتودد إلى السيدة كاثرين عن طريق رفضه لزواج إيلزابيث، على الرغم من اعتراضاته الشديدة على ذلك.

### السيد والسيدة جاردينر
يعد إدوارد جاردينر شقيق السيدة بينيت. فهو رجل أعمال ناجح وصاحب شخصية نبيلة وعقلانية. تمتلك السيدة جاردينر علاقة قوية بجاين وإيلزابيث. مكثت جاين مع عائلة جاردينر لفترة من الوقت في لندن. كما سافرت إيلزابيث معهم إلى ديبربيشير حيث قابلت السيد دارسى مرة ثانيةً. لاحظت عائلة جاردينر الانجذاب بين إيلزابيث ودارسى سريعاً، كما حكموا عليه بدون أدنى تحامل. ساعدت عائلة جاردينر بشكل كبير في تحضير زواج ليديا بويكهام.

### تشارلوت لوكس
هي صديقة إيلزابيث في السابعة والعشرين من عمرها. قبلت تشارلوت الزواج من السيد كولينز وهي لا تحبه كى تحصل على الأمان المادى حيث أنها دائماً ما تخشى أن تصبح عبئاً على عائلتها. على الرغم من أن الرواية تؤكد على أهمية الحب، والتفاهم في الزواج_ وهو ما بدى واضحاً في نجاح العلاقة بين إيلزابيث ودارسى وفشلها بين السيد بينيت وزوجته_ لم تدن الكاتبة جاين أوستن قرار تشارلوت في الزواج من أجل المال.

## الموضوعات الأساسية

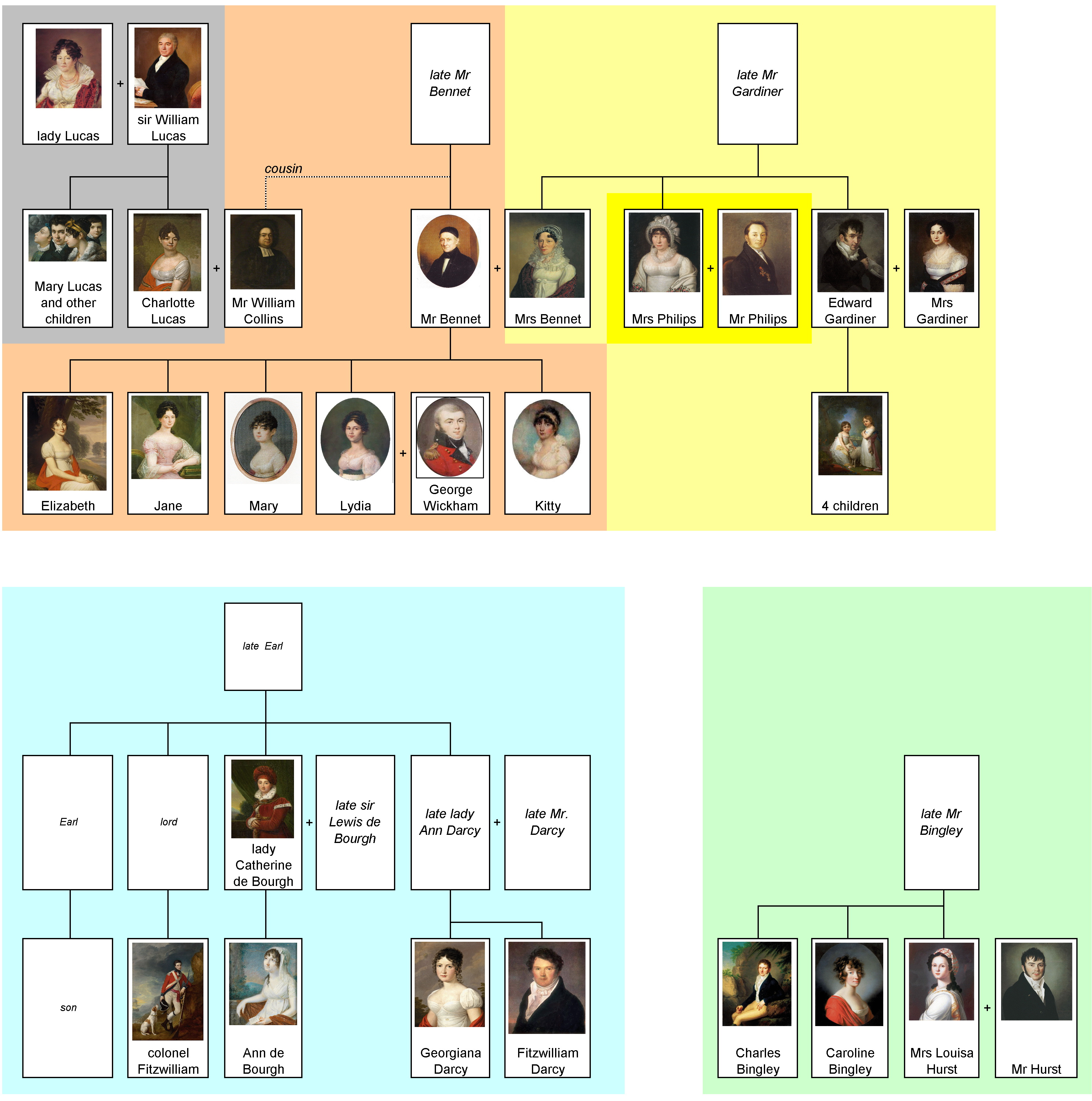
Family relations in Pride and Prejudice

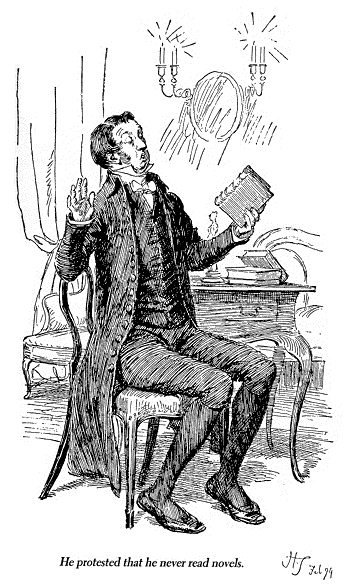

اعتبر العديد من النقاد عنوان الرواية نقطة البداية لتحليل الموضوعات الأساسية في رواية كبرياء وتحامل، ومع ذلك يحاول روبرت فوكس البعد عن التركيز في تحليل العنوان كثيراً لأنه من الممكن أن تلعب بعض العوامل التجارية دور في اختياره. بعد نجاح رواية«العقل والعاطفة»، كان من الطبيعى إصدار رواية جديدة لنفس المؤلفة باستخدام نفس معادلة الطباق، والمجانسة في العنوان. من الواجب الإشارة إلى أنه لا تقتصر صفات العنوان على جانب واحد من الأبطال فقط. فكلا البطلان إيلزابيث ودارسى يلعبان دور الكبرياء والتحامل.
من الموضوعات الهامة التي تناولتها جاين أوستن في عملها هو أهمية البيئة، والتنشئة في تطوير شخصية وأخلاق الشباب. بالإضافة إلى أن الطبقة الاجتماعية الرفيعة والثروة لا تمثلان منفعة في عالمها. من الموضوعات امعروفة أيضاً في عمل جاين أوستن هو إيقاع اللوم على ليديا لأنها تفتقر الحكم الأخلاقى، فعلى النقيض نجد السيد دارسى قد تعلم كيف يكون صاحب مبادئ وأن يكون جديراً بالاحترام. ولكنه أيضاً مغروراً وصعب التحمل. كيتى التي استطاعت النجاة من تأثير ليديا السئ عليها، وقضاء مزيد من الوقت مع أخواتها الأكبر سناً بعد زواجهم معروف عنها قدرتها على أخذ وضعها في مجتمعها الرفيع.

### الزواج
يعلن السطر الأول من الرواية «أنها حقيقة معروفة عالمياً أن كل رجل أعزب صاحب ثروة بحاجة إلى زوجة». هذا يؤكد على اهتمام الرواية بدافع الزواج. كما توضح أن الرجل يحتاج إلى زوجة كما تحتاج المراة إلى زوج «صاحب ثروة جيدة». تزوجت كلاً من تشارلوت لوكس، وليديا بينيت، وجاين بينيت، وإيلزابيث بينيت برجال تناسب مع شخصية كل سيدة بالدرجة الكافية. فقد أصبح الزواج أمرا اقتصاديا أكثر من كونه أمرا اجتماعيا. بالنسبة لتشارلوت، يقع نجاح زواجها في الراحة المادية لبيتهما. كما أن العلاقة بين السيد بينيت وزوجته تخدم الفكرة إذ إنها توضح أن العلاقة الزوجية لا يجب أن تكون مثل تلك العلاقة. بينما كان زواج إيلزابيث ودارسى مبنياً على مبادئ متساوية وذلك بعد كسر حاجز الكبرياء والتحامل في كلاً منهما. تترك الكاتبة جاين أوستن للقارئ في نهاية الرواية انطباع بأن الزوجان سيكونان الأسعد.

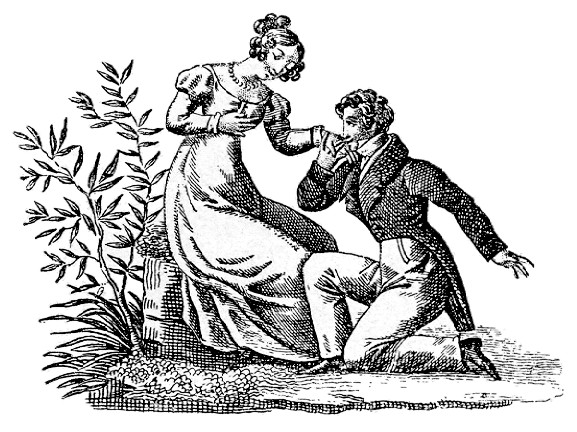

### المال
للمال دور جوهرى في سوق الزواج، ليس فقط بالنسبة للسيدات الصغيرات اللاتى يريدون تأمين حياتهم بالحصول على زوج غنى على قدر الإمكان، ولكن المال ذا أهمية بالنسبة للرجال أيضًا اللذين يريدون الزواج من امرأة ذات إمكانيات مادية. يوجد مثالان على ذلك: أولهما جورج ويكهام الذي حاول الهروب مع السيدة ليديا، والثانى هو العقيد فيتزويليام. كان الزواج من امرأة تنتمى لعائلة غنية يضمن للرجل الإتصال الدائم بعائلة رفيعة المقام، كما هو واضح في رغبة أخوات السيد بينجلى في أن لا يتزوج بينجلي من جاين لانها من الطبقة متوسطة

### الطبقة
تحتوى رواية كبرياء وتحامل على فكرة صراع الطبقات بشكل كبير. فقد كان الانطباع الأول للسيد دارسي عن إيلزابيث ممزوجًا بالتكبُر. فهو لم يستطع أن يُقنع نفسه بحب السيدة إيلزابيث، أوأن يعترف بحبه لها حتى في قلبه فقط بسبب غروره. كما يعكس طلب السيد دارسي الزواج من إيلزابيث للمرة الأولى هذا الموقف بوضوح: «بلا جدوى، كنت أصارع نفسى هباءً. لم أستطع، لم أستطع أن أكبح جماح مشاعرى. اسمحٍ لى أن أُعبر عن فيض مشاعري نحوك وأن أريكى نيران حبي المُشتعلة نحوك». من ناحيًة أخرى، صدقت إيلزابيث سريعًا إتهام السيد ويكهام للسيد دارسي، ويرجع هذا إلى تحامُلها ضد السيد دارسي. تنتمى السيدة كاثرين بالإضافة إلى أخوات السيد بينجلى إلى هذه الطبقة المُتكبرة. في حين أبدى السيد بينجلي سخطه الشديد من هذه الطبقة.

## اقرأ أيضا
- جاين أوستن
- كبرياء وتحامل (فيلم 2005)
- كبرياء وتحامل (فيلم 1940)
- شهرة جاين أوستن

## روابط خارجية
- كبرياء وتحامل على موقع الموسوعة البريطانية (الإنجليزية)